# Finlândia no Festival Eurovisão da Canção 2010
A Finlândia foi o quinto país a confirmar a sua presença no Festival Eurovisão da Canção 2010, a 14 de Maio de 2009. Com esta participação, a Finlândia realiza a sua quadragésima quarta participação no Festival Eurovisão da Canção. Para eleger o seu representante, a Finlândia utilizará um novo sistema de selecção nacional, o Laulukilpailu. No último ano, em 2009, a Finlândia conseguiu alcançar o 25º lugar (entre 25), com 22 votos.

## Detalhes
A produtora executiva da YLE Merete Manninen, televisão da Finlândia, afirmou que um novo sistema de selecção irá ser utilizado em 2010, e os detalhes do mesmo, serão revelados até ao fim do mês de Junho. No entanto, a grande alteração do sistema deverá basear-se na abertura do evento a todos os interessados em representar o país em Oslo. A 16 de Junho, foram reveladas as datas, e as novas principais regras do festival finlandês.

### Selecção On-line
| Artista                          | Canção                               | Letrista (l) / Música (m)                                                     |
| -------------------------------- | ------------------------------------ | ----------------------------------------------------------------------------- |
| Saara Aalto                      | "Meant To Be"                        | Saara Aalto (m & l)                                                           |
| Markus Ahola                     | "Kadotaan"                           | Markus Ahola (m), Minna Immonen (l)                                           |
| AiA                              | "Ruma"                               | Nina Tapio (m), Anna Aittomäki (l), Hanna-Riikka Siitonen (l)                 |
| Henrik Anttila & Krister Anttila | "Yhtä juhlaa"                        | Henrik Anttila (m & l), Jukka Pylväs (l), Krister Anttila (l)                 |
| Sonja Bishop                     | "Why Don't You"                      | Ann Slangar (m & l), Sonja Bishop (m), Mats Granfors (m)                      |
| Blackbird                        | "Did I Say That I Loved You"         | Jussi Petäjä (m & l)                                                          |
| Blackstream                      | "Divine"                             | Mårten Svartström (m & l)                                                     |
| Saga Bloom                       | "Love Like This"                     | Saga Vuorenmaa (m & l)                                                        |
| Bääbs                            | "You Don't Know Tomorrow"            | Riku Kärkkäinen (m & l), Tommi Forsström (m)                                  |
| Camilla Petra                    | "Your World Is Still Waiting For Me" | Kim Fredenberg (m & l)                                                        |
| Captain Cougar                   | "Too Late"                           | Jussi Petäjä (m & l)                                                          |
| Daisy Jack                       | "Fridays"                            | Ben Bergman (m), Kristin Siegfrids (l), Fredrik Furu (l), Marcus Granfors (l) |
| Marcus Granfors                  | "Always"                             | Marcus Granfors (m & l), Mikko Tamminen (m & l)                               |
| Janne Hurme                      | "Not Even On Sundays"                | Janne Hurme (m & l)                                                           |
| Sofia Järnström                  | "Miss Magic"                         | Niklas Mansner (m), Sofia Järnström (m), Kimmo Pekari (l)                     |
| Pauliina Kumpulainen             | "Niin kävi taas"                     | Teppo Seppänen (m), Tomi Kankainen (l)                                        |
| Jukka Kuoppamäki                 | "Ystävät!"                           | Jukka Kuoppamäki (m & l)                                                      |
| Netta                            | "Stronger"                           | Netta Eklund (m & l), Patrick Linman (m & l)                                  |
| Linn Nygård                      | "Fatal Moment"                       | Sebastian Holmgård (m & l), Linn Nygård (l)                                   |
| Paul Oxley                       | "Hope"                               | Paul Oxley (m & l), Christer Rönnholm (l)                                     |
| Janne Raappana                   | "Elina"                              | Jussi Hakulinen (m & l)                                                       |
| Rock'n Roll Sensation            | "Listen To The Radio"                | Eppu Uutinen (m & l), Erno Valovirta (m)                                      |
| Geir Rönning                     | "I Hate Myself For Loving You"       | Geir Rönning (m & l), Sayit Dölen (m), Tom Diekmeier (m)                      |
| Laura Sippola & Tuki             | "Morse For Nature"                   | Laura Sippola (m & l)                                                         |
| Sister Twister                   | "Love At The First Sight"            | Elin Blom (m & l), Jonas Olsson (m)                                           |
| Juhana Suninen                   | "Vastaa!"                            | Juhana Suninen (m & l), Daniela Persson (l)                                   |
| Sanna-Mari Titov                 | "Tunnustuksen tapaisia sanoja"       | Nalle Ahlstedt (m), Sana Mustonen (l)                                         |
| Roni Tran                        | "Star Power"                         | Will Rappaport (m & l), Henri Lanz (m), Roni Tran (l)                         |
| U.O.M.A.                         | "Kaupunki"                           | Antti Seppä (m & l)                                                           |
| Villieläin                       | "Ei minua"                           | Jani Hölli (m & l), Piritta Vartola (l)                                       |

### Semi-finais
Durante a selecção on-line, foram apresentados os outros artistas que acturariam nas respectivas semi-finais:

#### 1º Semi-final
| Artista | Canção                 | Letrista (l) / Música (m)      |                                                              |
| ------- | ---------------------- | ------------------------------ | ------------------------------------------------------------ |
| 1       | Amadeus Lundberg       | "Anastacia"                    | Risto Asikainen (m & l), Ilkka Vainio (l)                    |
| 2       | Nina Lassander         | "Cider Hill"                   | Janne Hyöty (m), Paul Oxley (m & l)                          |
| 3       | Bääbs                  | "You Don't Know Tomorrow"      | Riku Kärkkäinen (m & l), Tommi Forsström (m)                 |
| 4       | Boys of the Band (BOB) | "America (I Think I Love You)" | Boys of the Band (m), Kimmo Blom (l)                         |
| 5       | Pentti Hietanen        | "Il mondo è qui"               | Lasse Heikkilä (m), Petri Kaivanto (l), Stefano de Sando (l) |

#### 2º Semi-final
| Artista | Canção         | Letrista (l) / Música (m) |                                                    |
| ------- | -------------- | ------------------------- | -------------------------------------------------- |
| 1       | Monday         | "Play"                    | Tuomas "Gary" Keskinen (m & l), Salla Lehtinen (l) |
| 2       | Antti Kleemola | "Sun puolella"            | Antti Kleemola (m & l), Mikko Karjalainen (l)      |
| 3       | Heli Kajo      | "Annankadun kulmassa"     | Heli Kajo (m & l)                                  |
| 4       | Sister Twister | "Love at the First Sight" | Elin Blom (m & l), Jonas Olsson (m)                |
| 5       | Veeti Kallio   | "Kerro mulle rakkaudesta" | Veeti Kallio (m & l), Pekka Ruuska (l)             |

#### 3º Semi-final
| Artista | Canção         | Letrista (l) / Música (m) |                                                         |
| ------- | -------------- | ------------------------- | ------------------------------------------------------- |
| 1       | Maria Lund     | "Sydän ymmärtää"          | Valtteri Tynkkynen (m), Maria Lund (l), Heikki Salo (l) |
| 2       | Osmo Ikonen    | "Heaven or Hell"          | Osmo Ikonen (m & l)                                     |
| 3       | Kuunkuiskaajat | "Työlki ellää"            | Timo Kiiskinen (m & l)                                  |
| 4       | Linn Nygård    | "Fatal Moment"            | Sebastian Holmgård (m & l), Linn Nygård (l)             |
| 5       | Eläkeläiset    | "Hulluna humpasta"        | Kristian Voutilainen (m), Onni Waris (m & l)            |

### Final
| #  | Artista          | Canções                   | Letrista (l) / Música (m)                                    |
| -- | ---------------- | ------------------------- | ------------------------------------------------------------ |
| 1  | Maria Lund       | "Sydän ymmärtää"          | Valtteri Tynkkynen (m), Maria Lund (l), Heikki Salo (l)      |
| 2  | Antti Kleemola   | "Sun puolella"            | Antti Kleemola (m & l), Mikko Karjalainen (l)                |
| 3  | Linn Nygård      | "Fatal Moment"            | Sebastian Holmgård (m & l), Linn Nygård (l)                  |
| 4  | Pentti Hietanen  | "Il mondo è qui"          | Lasse Heikkilä (m), Petri Kaivanto (l), Stefano de Sando (l) |
| 5  | Heli Kajo        | "Annankadun kulmassa"     | Heli Kajo (m & l)                                            |
| 6  | Nina Lassander   | "Cider Hill"              | Janne Hyöty (m), Paul Oxley (m & l)                          |
| 7  | Amadeus Lundberg | "Anastacia"               | Risto Asikainen (m & l), Ilkka Vainio (l)                    |
| 8  | Sister Twister   | "Love at the First Sight" | Elin Blom (m & l), Jonas Olsson (m)                          |
| 9  | Eläkeläiset      | "Hulluna humpasta"        | Kristian Voutilainen (m), Onni Waris (m & l)                 |
| 10 | Kuunkuiskaajat   | "Työlki ellää"            | Timo Kiiskinen (m & l)                                       |

#### Super Final
A Super Final teve como intervenientes, o Top3 dos artistas da final: Nina Lassander, Eläkeläiset and Kuunkuiskaajat
| # | Artista        | Canção             | Letrista (l) / Música (m)                    | Percentagem | Clasificação |
| - | -------------- | ------------------ | -------------------------------------------- | ----------- | ------------ |
| 1 | Nina Lassander | "Cider Hill"       | Janne Hyöty (m), Paul Oxley (m & l)          | 37.8%       | 2            |
| 2 | Eläkeläiset    | "Hulluna humpasta" | Kristian Voutilainen (m), Onni Waris (m & l) | 20.2%       | 3            |
| 3 | Kuunkuiskaajat | "Työlki ellää"     | Timo Kiiskinen (m & l)                       | 42.0%       | 1            |

## Ligações Externas
- Site da Eurovisão na televisão Finlandesa

Predefinição:Participações Individuais ESC2010